# Syllis quaternaria
Syllis quaternaria är en ringmaskart som beskrevs av Moore 1906. Syllis quaternaria ingår i släktet Syllis och familjen Syllidae. Inga underarter finns listade i Catalogue of Life.